# Yoshikazu Mera
Yoshikazu Mera é um contratenor nascido em 1971, em Miyazaki, Japão.

## Estudos
Mera começou estudando como tenor e só na universidade, de música, passou a cantar como contratenor. Nesta ocasião foi muito criticado por seu professor por não ser um contratenor real, e sim um falsetista, mas acreditou em si mesmo e prosseguiu em seus estudos. Seu registro vocal (segundo sua biografia oficial) é de três oitavas e meia (essa extensão inclui as notas que canta na região de tenor). Em seu repertório, canta música clássica, negro spiritual, canções populares e tradicionais da cultura japonesa.
Após sua graduação Mera ganhou seu primeiro prêmio, em 8 de maio do ano de 1994, numa competição de música popular, o Festival de Tochigi e após esse feito ganhou muitos prêmios, em outras competições, nos anos seguintes.

## Cantor Solo
Em outubro de 1993 Yoshikazu Mera cantou como solista a "Solennelle de Petite Messe" de Rossini, e em março de 1994 cantou como solista a "Skylark" de Leonard Bernstein, sob a batuta de Kazuyoshi Akiyama.
Yoshikazu Mera aparece freqüentemente como um solista para o Bach Collegium Japan, Tokyo.